# Alberto Eduardo Ottalagano
Alberto Eduardo Ottalagano (Paraná, 17 de septiembre de 1924 - Buenos Aires, 21 de octubre de 1998) fue un político, escritor y abogado argentino. Luego de ser asesor presidencial de Juan Domingo Perón en 1973, fue designado rector interventor de la Universidad de Buenos Aires (UBA) en 1974. Previamente, se había desempeñado como miembro de la Alianza Libertadora Nacionalista desde octubre de 1943 hasta septiembre de 1955, durante las dictaduras de Pedro Ramírez, Edelmiro Farrell y los primeros gobiernos de Perón.

## Carrera
En su adolescencia fue jefe de Juventudes de la Unión Nacionalista del Interior (UNIR) en la provincia de Santa Fe (grupo que posteriormente se fusionaría con el Movimiento Nacionalista Tacuara), y secretario de la Agrupación Tradicionalista y Centro Martín Fierro de Paraná. Fue delegado de la Alianza Libertadora Nacionalista en el norte santafecino.
Desde el nacimiento del peronismo, Ottalagano se incorporó a sus filas y fundó el Movimiento de Centros Cívicos Peronistas. En 1946 integró la Junta Renovadora del Radicalismo en Entre Ríos (que posteriormente fusionaría una gran rama del radicalismo con el peronismo), e intervino en la fundación de la Confederación General Universitaria (CGU). Estudió abogacía en la Universidad Nacional del Litoral, en donde también obtuvo un doctorado en Filosofía.
Tras la caída de Perón en 1955, formó parte de la resistencia peronista, destacándose en su participación activa durante el Levantamiento del General Valle el 9 de junio de 1956, motivo por el que se exilió en Uruguay. Posteriormente regresaría y sería varias veces encarcelado a causa de su militancia peronista. Durante una estadía en prisión conoció a varios militantes de Tacuara, a quienes influyó para que reorienten su acción militante hacia el interior del peronismo -entre ellos se encontraba Américo Rial, uno de los fundadores, junto a Dardo Cabo del Movimiento Nueva Argentina, la primera escisión de Tacuara en autoproclamarse "peronista"-.
Durante los años de exilio de Perón, Ottalagano fue articulista en las revistas Línea Dura, Firme y Patria Peronista y actuó como miembro del "Comando Estratégico y Táctico" del peronismo.
Con el retorno de Perón, fue asesor presidencial privado, tarea que continúo ejerciendo con el gobierno de María Estela Martínez de Perón. Logró salir ileso de un atentado contra su vida en agosto de 1974, llevado a cabo en un hotel de Villaguay, en cuyo marco perdieron la vida el propietario del hotel donde se alojaba y el autor del atentado, quien fue abatido por los custodios de Ottalagano.
En septiembre de 1974 fue designado como rector interventor de la Universidad de Buenos Aires por el entonces ministro de Educación y Justicia, Oscar Ivanissevich, con gran repudio y resistencia por parte del profesorado y el estudiantado de la institución. Durante su gestión en la UBA, bajo el amparo de la flamante Ley Universitaria, se restablecieron el ingreso restrictivo y los cupos, para regular el número de estudiantes y que sólo pudieran acceder los más capacitados para cursar una carrera universitaria. Se expulsó de los cargos jerárquicos a todos los que provenían de la gestión anterior, y nombró a nuevas figuras, procedentes del nacionalismo católico, para que administraran a las diversas facultades. Así, entre otros cambios, Raúl Sánchez Abelenda quedó al frente de Filosofía y Letras, Francisco Miguel Bosch fue puesto a cargo de Derecho y Ciencias Sociales, y Raúl Zardini asumió como máxima autoridad de Ciencias Exactas y Naturales. El historiador Vicente D. Sierra fue nombrado director de la prestigiosa Editorial de la Universidad de Buenos Aires. A Zardini y a Sánchez Abelenda le asignó la tarea de elaborar el programa para las materias Idioma  Nacional,  Geografía  Argentina  e  Historia  Argentina, las cuales se dispuso que fuesen obligatorias para todo alumno ingresante del año 1975. Se intervino en las carreras de Pedagogía, Sociología y Psicología, y creó el Centro  de  Estudios  Filosóficos Santo Tomás de Aquino, el Centro de Estudios  Ético-Sociales  y  Políticos  Francisco  de Vitoria y el Instituto de la Patria Grande y la Tercera Posición, organismos destinados a promover una matriz intelectual católica, hispanista y nacionalista. También se agudizó la vigilancia y la persecución con gendarmes, policías y celadores en los claustros. Al final de sus cien días de gestión, once estudiantes resultaron muertos durante sus medidas de represión y cuatro fueron desaparecidos.El mismo Ottalagano fue víctima de un intento de homicidio, a sólo una semana de asumir como rector, mientras se hospedaba en el Hotel Lasort de la localidad de Villaguay. Ottalagano salió ileso pero, en la balacera generada, murió el dueño del hotel, Ramón Carulla y resultaron heridos tres de los policías asignados a la custodia del entonces rector. El autor del atentado, un oficial retirado de la Policía Federal llamado Héctor Adolfo Echeverría, también fue abatido.
Ottalagano afirmó que la UBA, antes de su gestión, era una suerte de campamento guerrillero, un campo de entrenamiento de subversivos y se ufanó de haber perseguido y expulsado a quienes sustentaran una ideología antinacional.
En 1975 fue sustituido por el médico Julio Lyonnet.

## Ideología

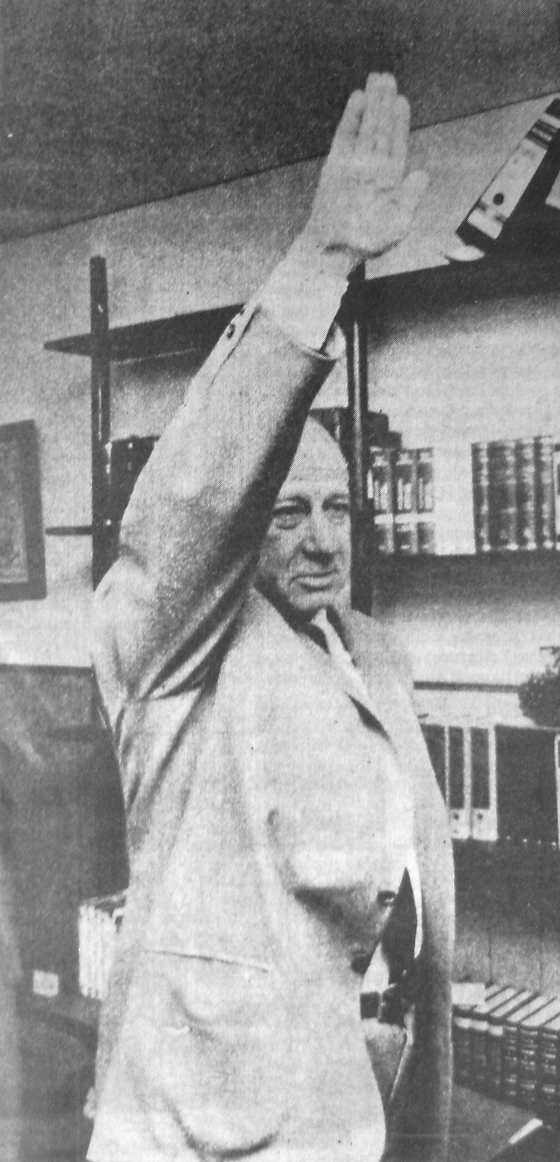
Alberto Ottalagano realizando el saludo fascista (c. 1970)

Siempre se declaró públicamente fascista, ultraderechista y católico. Aunque negaba ser antisemita, reivindicó ser partidario de Adolf Hitler, a quien ubicaba a la altura de Benito Mussolini, Francisco Franco, y sobre todo a su gran ídolo, el general español José Millán-Astray, quien era permanentemente evocado en sus escritos. Fue también un duro crítico y opositor del sistema democrático.
Exhortó al movimiento peronista a convertirse en el acristianamiento más puro del fascismo, juzgando esta doctrina como la constitución viril de la catolicidad. En 1983, generó un revuelo en el interior del peronismo y en la sociedad en general cuando declaró lo siguiente: 

“... el fascismo es el primer nacionalismo popular y social que asoma en la historia ... el justicialismo no se concibe sin la experiencia fascista.”

“La historia futura necesita un nuevo Hitler acristianado. Necesita de un nuevo Hitler católico. Un Hitler sin Auschwitz (o esos campos que se le atribuyen y cuyas pruebas de existencia no me constan). Dios reclama en este momento una espada de fuego. Pero una espada de fuego católica.”
(Nueva Presencia, septiembre de 1983)

## Obras
Escribió diversas obras jurídicas, históricas y filosóficas, entre las que se destacan las siguientes:
- Justicialismo: Concepción doctrinaria[10]
- La acción
- La idea nacional
- La Revolución de Mayo contiene en potencia a la historia argentina
- Rosas forjador del Estado argentino (1986)[11]
- Soy fascista, ¿y qué?: Una vida al servicio de la patria (1983)[12]
- Tres momentos de una idea: nacionalismo, peronismo y justicialismo (1986)[13]

## Fallecimiento
Murió en su estudio jurídico la noche del 21 de octubre de 1998, víctima de un síncope cardíaco tras una circunstancial discusión por vía telefónica con un cliente. Tenía 73 años y arrastraba serios problemas de salud desde 1996, fecha en la que ya había sufrido un derrame cerebral seguido de infarto y edemas pulmonares.
| Predecesor: Raúl Laguzzi | Rector de la UBA 1974 | Sucesor: Julio Lyonnet |